# Dobromir Schetschew
Dobromir Georgijew Schetschew (bulgarisch Добромир Георгиев Жечев, engl. Transkription Dobromir Georgiev Zhechev; * 12. November 1942 in Sofia) ist ein ehemaliger bulgarischer Fußballspieler und -trainer.

## Sportlicher Werdegang
Schetschew entstammt der Jugend von Spartak Sofia, für den er 1959 in der Meisterschaft debütierte. Bereits zwei Jahre später erhielt er seine erste Berufung in die bulgarische Nationalmannschaft, in der er sich in den folgenden Jahren als Stammspieler etablierte. Bei der Weltmeisterschaft 1962 gehörte er erstmals zum Endrundenkader, nachdem die Mannschaft ihre ersten beiden Turnierspiele verloren hatte, kam er beim 0:0-Unentschieden gegen England zu seinem einzigen Turniereinsatz. Vier Jahre später war er bei der Weltmeisterschaft 1966 Stammspieler, nach drei Niederlagen schied die bulgarische Auswahl abermals als Tabellenletzter frühzeitig aus.
1968 gewann Schetschew mit Spartak seinen ersten Titel, als die Mannschaft im Endspiel um den bulgarischen Pokal Beroe Stara Sagora schlug. In der folgenden Spielzeit fusionierte der Klub mit Lewski Sofia, 1970 gewann er mit dem Klub den Meistertitel und wurde Zweiter bei der Wahl zum Fußballer des Jahres in Bulgarien. Im selben Jahr nahm er zum dritten Mal an einer WM-Endrunde teil, abermals in drei Endrundenpartien dabei trug er zum dritten Gruppenplatz bei. 1974 holte der Defensivakteur mit Lewski seine zweite Meisterschaft, auch dieses Mal gehörte er im selben Jahr zum WM-Kader. Dieses Mal blieb er unter Auswahltrainer Christo Mladenow ohne Einsatz. Insgesamt absolvierte er 73 A-Länderspiele im bulgarischen Nationaldress.
Nach seinem Karriereende 1975 übernahm Schwetschew verschiedene Aufgaben als Trainer. Zunächst war er bei Aris Thessaloniki tätig, 1981 bis 1983 und nochmals kurzzeitig 1989 übernahm er das Cheftraineramt bei Lewski Sofia. Dazwischen war er bei Lok Gorna Orjachowiza tätig, mit dem Klub stieg er 1987 in die erste Liga auf.

## Titel und Erfolge
Spartak Sofia
- Bulgarischer Fußballpokal: 1967/68

Lewski Sofia
- A Grupa: 1969/70, 1973/74
- Bulgarischer Fußballpokal: 1969/70, 1970/71